# Xiphobelba ismalia
Xiphobelba ismalia är en kvalsterart som beskrevs av Haq 1980. Xiphobelba ismalia ingår i släktet Xiphobelba och familjen Basilobelbidae. Inga underarter finns listade i Catalogue of Life.